# Cantó de Mersch
Cantó de Mersch (luxemburguès Miersch) és un cantó situat al centre de Luxemburg, al districte de Luxemburg. Té 224 kilòmetres quadrats i 35.579 habitants. La capital és Mersch.
El cantó es divideix en 10 comunes:
- Bissen
- Colmar-Berg
- Fischbach
- Heffingen
- Helperknapp
- Larochette
- Lintgen
- Lorentzweiler
- Mersch
- Nommern